# Trachypithecus
Trachypithecus  è un genere di scimmie della famiglia Cercopithecidae, i cui componenti sono noti anche con il nome indonesiano di lutung. Sono chiamati in italiano sia presbiti (tribù alla quale appartengono) che langur.
Il loro areale è suddiviso in due parti: una comprendente gran parte dell'Asia sud-orientale (India nord-orientale, Cina meridionale, Borneo, Thailandia, Giava e Bali), l'altra l'estremità meridionale dell'India e lo Sri Lanka. In India non vi si trovano molte specie. 

## Descrizione
Hanno una corporatura piuttosto snella ed una coda lunga. Il mantello varia a seconda delle specie dal nero e dal grigio al giallo-arancio. Molte specie sono piuttosto variopinte, anche se tutte hanno il ventre più chiaro e i peli della testa che formano una sorta di cappuccio. Rispetto ai piedi le braccia sono molto corte, come del resto i pollici. Le piante delle mani e dei piedi sono prive di pelo, sì che non sia d'impaccio quando queste scimmie si aggirano tra i rami. Raggiungono una lunghezza di 40–80 cm ed un peso di 5–15 kg; i maschi sono generalmente più grandi delle femmine. Una sorta di rigonfiamento sugli occhi ed altre caratteristiche, soprattutto della testa, li differenziano dai surili.

## Habitat
Vivono nelle foreste, soprattutto in quelle pluviali, ma si possono incontrare anche nelle foreste montane più recondite. Trascorrono la maggior parte della giornata sugli alberi, muovendosi tra i rami utilizzando tutte le zampe, anche se ogni tanto saltano da un ramo all'altro. Sono animali diurni, ma sono più attivi di primo mattino e nel pomeriggio.

## Struttura sociale
Vivono in gruppi composti da 5 a 20 esemplari, la maggior parte dei quali è formata dagli harem di un singolo maschio e di alcune femmine. Quando raggiungono la maturità, i giovani maschi devono lasciare il gruppo originario e si uniscono ad altri scapoli. Quando un nuovo maschio si impossessa di un harem, sconfigge e scaccia via il vecchio possessore, uccidendone spesso i piccoli. I presbiti sono territoriali e difendono i propri confini dall'intrusione di altri conspecifici emettendo forti grida, ma, se non riescono col proprio intento, possono sorgere delle dispute. I vari membri di un gruppo si tengono uniti tra loro grazie ad un repertorio sonoro, ma in questo gioca un ruolo importante anche lo spulciamento rituale.

## Alimentazione
Sono erbivori e si nutrono soprattutto di foglie, frutta e boccioli. Per digerire le foglie più coriacee hanno sviluppato uno stomaco multicamerato.

## Riproduzione
Dopo un periodo di gestazione di sette mesi, nasce generalmente un unico piccolo, solo raramente due. I neonati hanno di solito un mantello giallo dorato. La madre affida il piccolo nelle mani delle altre femmine (le «zie») dell'harem. Quando la madre si nutre, esse si prendono cura del piccino, giocano con lui e lo coccolano. Se la madre muore, esso viene adottato da un'altra femmina. I presbiti sono svezzati in poco meno di un anno e raggiungono la completa maturità a 4 o 5 anni. Si stima che vivano circa 20 anni.

## Specie
- Genere Trachypithecus  Reichenbach, 1862
  - Sottogenere Trachypithecus Reichenbach, 1862
    - Trachypithecus auratus (É. Geoffroy, 1812) - presbite di Giava;
    - Trachypithecus barbei (Blyth, 1847) - presbite del Tenasserim;
    - Trachypithecus cristatus (Raffles, 1821) - presbite dalla cresta;
    - Trachypithecus delacouri (Osgood, 1932) - presbite di Delacour;
    - Trachypithecus francoisi (Pousargues, 1898) - presbite del Tonchino;
    - Trachypithecus geei Khajuria, 1956 - presbite dorato;
    - Trachypithecus germaini (Milne-Edwards, 1876) - presbite di Germain;
    - Trachypithecus hatinhensis (Dao, 1970) - presbite dell'Hatinh;
    - Trachypithecus laotum (Thomas, 1911) - presbite del Laos;
    - Trachypithecus obscurus (Reid, 1837) - presbite dagli occhiali;
    - Trachypithecus popa-langur popa
    - Trachypithecus phayrei (Blyth, 1847) - presbite di Phayre;
    - Trachypithecus pileatus (Blyth, 1843) - presbite dal ciuffo;
    - Trachypithecus poliocephalus (Pousargues, 1898) - presbite dalla testa bianca;
    - Trachypithecus shortridgei Wroughton, 1915 - presbite di Shortridge.

  - Sottogenere Kasi Reichenbach, 1862
    - Trachypithecus johnii (J. Fischer, 1829) - presbite dei Nilgiri;
    - Trachypithecus vetulus (Erxleben, 1777) - presbite dalla barba bianca.